# Instinktverhalten

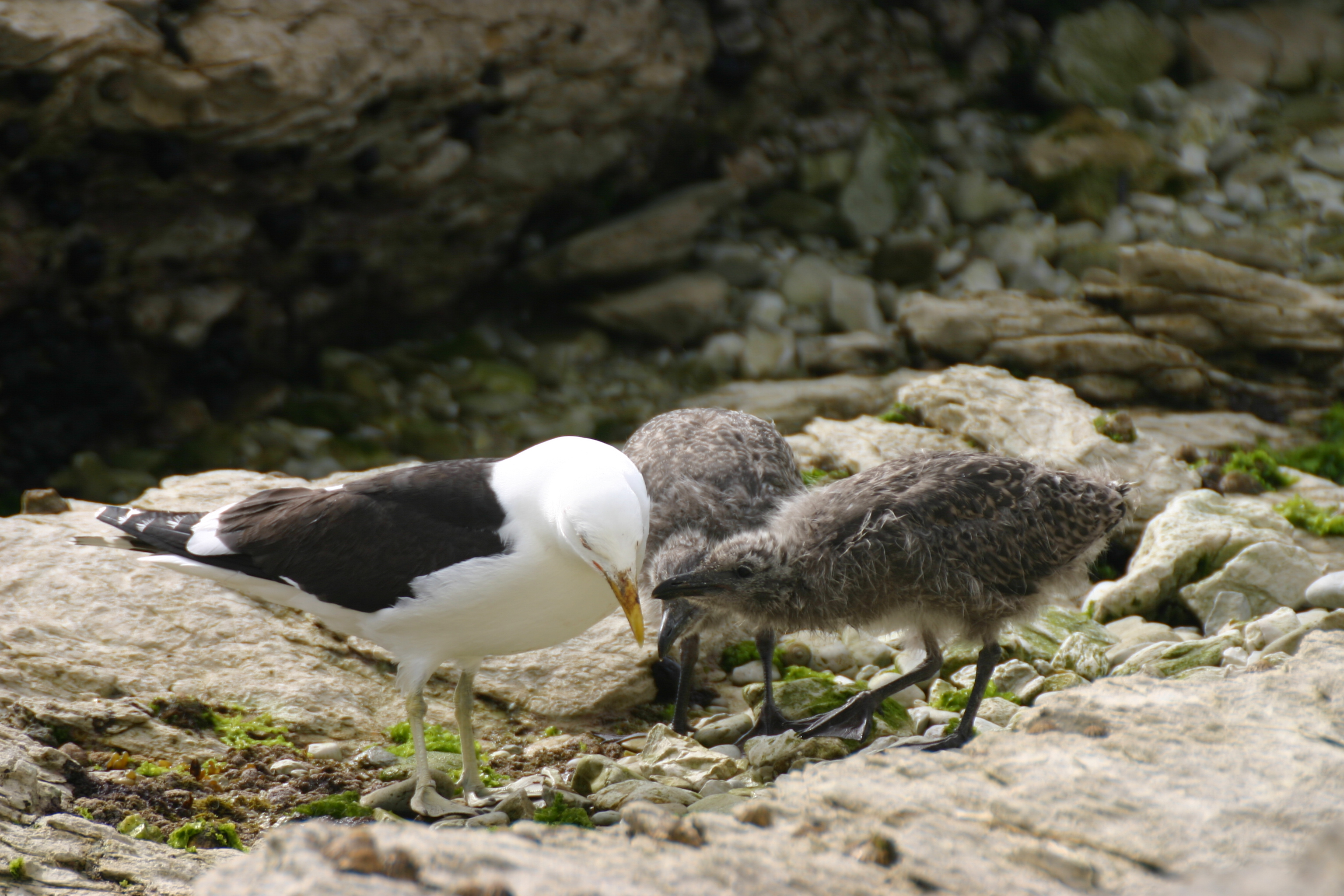
Dominikanermöwen-Küken pickt gegen den roten Fleck auf der Oberseite des Schnabel der Mutter (und löst bei ihr die Regurgitation von Nahrung aus dem Kropf aus).

Instinktverhalten (auch: erbkoordiniertes Verhalten) ist ein Fachbegriff, der vor allem von Konrad Lorenz und Nikolaas Tinbergen ausgearbeiteten Instinkttheorie der klassischen vergleichenden Verhaltensforschung (Ethologie). Instinktverhalten ist eine angeborene, komplexe Verhaltensweise, die aus gegeneinander abgrenzbaren „Grundbausteinen“ des Verhaltens aufgebaut ist: aus Instinktbewegungen (bedeutungsgleich: „Erbkoordinationen“, in jüngerer Zeit auch Fixed Action Pattern, FAP Diese ererbten, untereinander koordinierten Bewegungen bilden gleichsam das „Skelett“ der Verhaltensweisen einer Tierart: „Sie stellen ähnlich den Körpermerkmalen Artkennzeichen dar, finden sich also in im wesentlichen gleicher Form bei allen Individuen einer Spezies.“

## Instinktbewegungen – die „Bausteine“ des Instinktverhaltens
Instinktbewegungen werden gemäß der erstmals 1937 von Konrad Lorenz formulierten Instinkttheorie durch einen Schlüsselreiz ausgelöst und können so lange ablaufen, wie eine innere Handlungsbereitschaft vorhanden ist. „In vielen Fällen ist es indessen nicht nur eine erbkoordinierte Bewegungsweise, die von einer bestimmten Erregungsqualität aktiviert wird, sondern es ist eine ganze Reihe scharf voneinander abgetrennter Instinktbewegungen, die in gesetzmäßiger Reihenfolge den verschiedenen Intensitäten derselben Erregungsqualität zugeordnet sind.“ Als Beleg dafür, dass eine Verhaltensweise angeboren ist, gilt unter anderem ihre „Reifung“, das heißt ihre Vervollkommnung im Verlauf der Individualentwicklung ohne Übung.
Da Verhalten aus Muskelaktionen aufgebaut ist, müsste eine wirklich genaue und objektive Beschreibung diese Muskelaktionen wiedergeben. „Obwohl sich verschiedene Forscher dessen bewußt waren und dies für die eine oder andere Bewegung selbst realisierten, hat noch niemand den konsequenten Versuch einer derartigen Beschreibung des Verhaltensinventars unternommen. Bei diesen Studien verwendet man meist größere Einheiten von Muskelaktionen zur Beschreibung und spricht dann zum Beispiel vom Grasen, Erbeuten, Milchtritt, Drohen, Aufreiten bei der Paarung. Es ist für die Untersucher dabei selbstverständlich, solche Arten von Bewegungen als Einheiten anzusehen. Es beruht dies vor allem darauf, daß diese Bewegungen für bestimmte Arten, Familien und Gattungen charakteristisch sind. Innerhalb der einzelnen Art variieren diese Bewegungen nur gering; konstante individuelle Unterschiede fallen erst nach dauerndem, genauestem Studium einer Art auf.“

### Merkmale

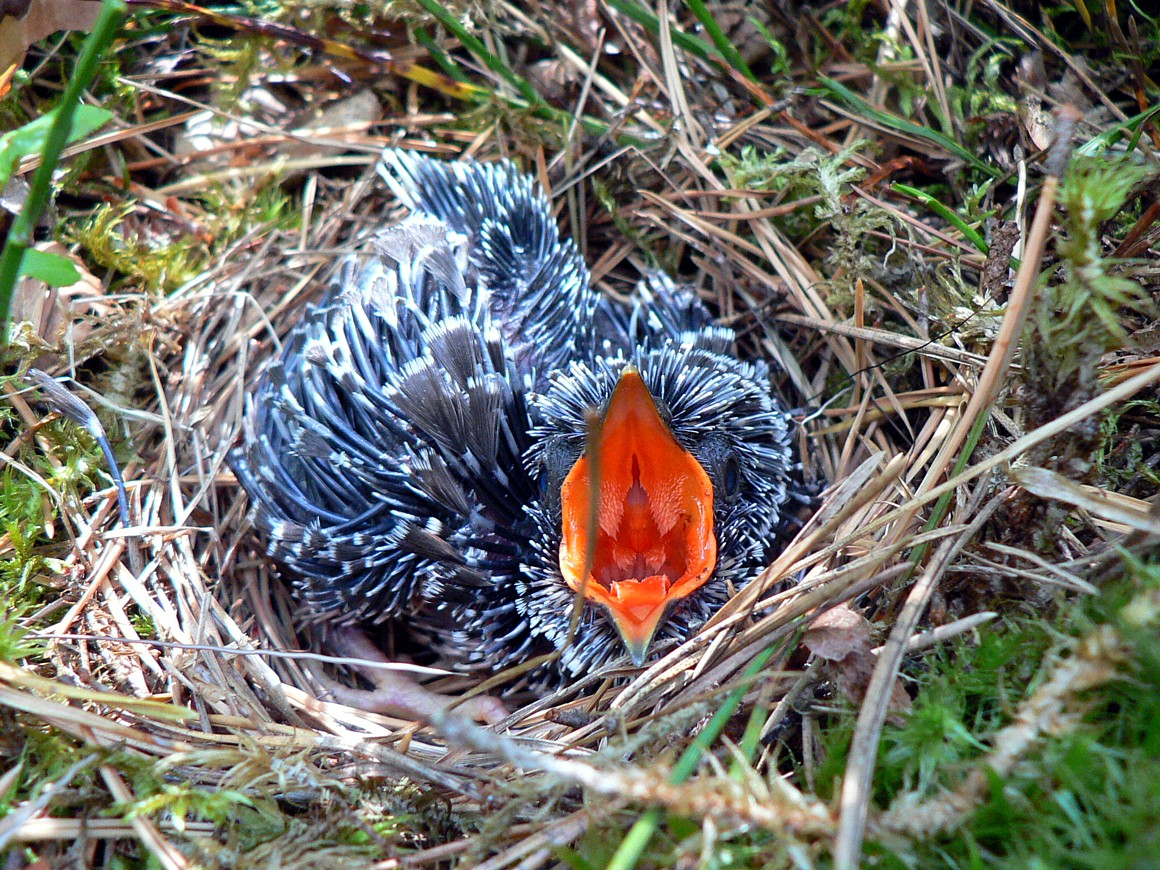
Obwohl der Kuckuck von Adoptiveltern einer anderen Art aufgezogen wird, beherrscht er den (einfachen) „Gesang“ seiner eigenen Art.

Lorenz bezog sich ausdrücklich auf Vorarbeiten von Oskar Heinroth, der die Reaktion eines Tieres auf spezifische auslösende Reizkonfigurationen und die nachfolgende Bewegungsweise als „arteigene Triebhandlung“ zusammengefasst hatte; eine solche Triebhandlung bestand Heinroth zufolge „aus dem aktiven Streben des Tieres nach einer bestimmten Reizsituation – daher die Bezeichnung ‚Trieb‘ – sodann aus dem reaktiven Ansprechen des auslösenden Mechanismus auf diese Reizkonfiguration und schließlich aus dem nun folgenden Ablauf einer oder mehrerer Instinktbewegungen.“ Lorenz hingegen empfahl eine begriffliche Trennung: „Auf der einen Seite das angeborene ‚Erkennen‘ einer arterhaltend relevanten Umweltsituation und, auf der anderen, das angeborene ‚Können‘ der in eben dieser Situation teleonomen Verhaltensweise, sind zwei physiologisch völlig verschiedene Leistungen.“ Instinktbewegungen bestehen folglich – Lorenz zufolge – aus voneinander unabhängigen Teilelementen, und zwar aus dem angeborenen Erkennen einer auslösenden Situation (des Schlüsselreizes), einem Aktivierungsmechanismus (dem Angeborenen Auslösemechanismus, AAM), einer Bewegungskomponente, die eine Taxis ermöglicht, und einem spezifischen inneren Antrieb für die Bewegungskomponente (von Lorenz eingeführt unter der Bezeichnung „aktionsspezifische Erregung“).
Ein weiteres, zentrales Merkmal von Instinktbewegungen ist laut Lorenz, dass für sie in der Regel das aus der Physiologie des Zentralnervensystems bekannte Alles-oder-nichts-Gesetz nicht gilt. Er unterstellt vielmehr den Vorgang „einer dauernd endogen produzierten“ aktionsspezifischen Erregung, die gegebenenfalls „durch den Bewegungsablauf abgebaut“ werde. Das habe zur Folge, dass sich das kontinuierliche Ansteigen der aktivitätsspezifischen Erregung allmählich im Verhalten des Individuums bemerkbar macht, und zwar zunächst durch „leise Andeutungen der Bewegung“, genannt „Intentionsbewegungen“, die „auf jedem beliebigen Punkte aufhören“ können. Eine Intentionsbewegung ist demnach „Ausdruck der jeweiligen Stimmungslage eines Tieres und kann damit der gegenseitigen Verständigung von Artgenossen dienen, indem sie die Bereitschaft zu einer bestimmten Handlung anzeigt.“ Steige die aktivitätsspezifische Erregung an, ohne dass der zugehörige Auslöser – der Schlüsselreiz – in Erscheinung tritt, könne die spezifische Instinktbewegung auch ohne für den Beobachter erkennbaren Schlüsselreiz ablaufen; die Rede ist dann von einem auf kein unmittelbar erkennbares Ziel gerichteten Appetenzverhalten, das als Suche nach einem Schlüsselreiz interpretiert werden und beim Auffinden des als Schlüsselreiz wirkenden Objekts in eine Taxis übergehen kann. In diesem Zusammenhang weist Lorenz darauf hin, „daß der Vorstellung von einem spezifischen Quantum an Erregungsfähigkeit eine physiologische Realität entsprechen muß. Dieses dem Organismus ‚zur Verfügung stehende‘ Quantum ist von Instinktbewegung zu Instinktbewegung, ebenso aber auch von Art zu Art sehr verschieden.“
Zu den Merkmalen einer Instinktbewegung gehört ferner die sogenannte Leerlaufhandlung: „Hält man ein Versuchstier unter annähernd normalen Umgebungsbedingungen, unter denen ein Absinken der Allgemeinerregbarkeit nicht eintritt, unter denen aber die adäquat auslösenden Reize für eine bestimmte Triebhandlung fehlen, so kann es dazu kommen, daß die betreffende Bewegungsweise ohne diese spezifischen Reize, wie wir zu sagen pflegen ‘auf Leerlauf‘ ausgeführt wird.“ In diesem Fall ist der Schwellenwert, ab dem eine Instinktbewegung durch einen Schlüsselreiz in Gang gesetzt werden kann, auf nahezu Null herabgesetzt.
Ein bestimmtes Verhaltensmuster muss folglich vier Kriterien erfüllen, um als angeboren und damit als erbkoordiniertes Verhalten zu gelten: Es muss
- immer wieder in der gleichen Form auftreten (wobei ungerichtetes Appetenzverhalten sehr variabel sein kann),
- bei allen Individuen derselben Art auftreten (in Abhängigkeit vom Alter- und Reifezustand),
- auch bei isoliert aufgezogenen Individuen derselben Art auftreten (abgesehen vom Sonderfall: Prägung),
- auch bei Individuen auftreten, die zuvor an der Ausübung des Verhaltensmusters gehindert wurden.

### Das Prinzip der doppelten Quantifizierung
Das Zusammenwirken von Schlüsselreiz und der – Lorenz zufolge – stetig endogen produzierten aktionsspezifischen Erregung hat zur Folge, dass die Intensität einer Instinktbewegung von zwei voneinander unabhängigen Variablen bestimmt wird, „nämlich 1. durch die Höhe der Handlungsbereitschaft bzw. reaktionsspezifischen Energie unmittelbar vor der Reizdarbietung und 2. durch die Qualität bzw. Intensität des Reizes.“ Eine große Handlungsbereitschaft führt demnach selbst bei einem schwach ausgeprägten Schlüsselreiz zu einer spezifischen Instinktbewegung, umgekehrt kann ein optimaler Schlüsselreiz die Instinktbewegung auch bei mäßiger Handlungsbereitschaft herbeiführen. Dieses Zusammenwirken eines äußeren und eines inneren Faktors benannte Lorenz als das Prinzip der doppelten Quantifizierung.

## Historisches
Eine frühe Erläuterung des tierischen Instinktes stammt aus der Mitte des 19. Jahrhunderts. Das fortschrittliche und grundlegend neue am Konzept des Instinktverhaltens in den 1930er-Jahren war, dass tierisches Verhalten weder als rein reaktiv angesehen wurde (wie von den klassischen Behavioristen) noch als Kette starrer Reflexe, sondern dass auch innere Zustandsänderungen – also die Spontaneität des Verhaltens – in Rechnung gestellt wurden. Ferner wurde der Blick besonders auf angeborenes, ererbtes Verhalten gerichtet und auf dessen Plastizität. Konrad Lorenz selbst hat 1978 eingeräumt, er und seine Kollegen hätten sich „anfangs niemals tiefere Gedanken über jene Erscheinungen gemacht, die wir recht summarisch als erlernt oder von der Einsicht bestimmt beiseite schoben. Wir betrachteten sie, wenn man unser Verfahren etwas allzu mitleidslos beschreiben will, als den Sammeltopf alles dessen, was außerhalb unseres analytischen Interesses gelegen war.“
Heute spielt die Instinkttheorie in der Verhaltensbiologie kaum noch eine Rolle, da die Hirnforschung bislang keinerlei physiologische Entsprechung zur postulierten aktionsspezifischen Erregung auffinden konnte. Ob dies eher als Mangel der „physiologischen Theorie der Instinktbewegung“ anzusehen oder auf noch bestehende experimentelle Unzulänglichkeiten der Hirnforschung zurückzuführen ist, kann derzeit nicht entschieden werden.
Im Bereich der Pädagogik hat das Konzept im frühen 21. Jahrhundert mit dem Attachment Parenting eine Wiederbelebung erfahren.

## Belege
1. ↑  Konrad Lorenz: Vergleichende Verhaltensforschung. Grundlagen der Ethologie. Springer, Wien und New York 1978, S. 40, ISBN 978-3-7091-3098-8
2. ↑  Wolfgang Schleidt: How „fixed“ is the Fixed Action Pattern? In: Zeitschrift für Tierpsychologie. Band 36, 1974, S. 184–211, doi:10.1111/j.1439-0310.1974.tb02131.x.)
3. ↑  Uwe Jürgens und Detlev Ploog: Von der Ethologie zur Psychologie. Kindler Verlag, München 1974, S. 17, ISBN 3-463-18124-X)
4. ↑  Konrad Lorenz: Über den Begriff der Instinkthandlung. In: Folia Biotheoretica. Serie B, Nr. 2, 1937, S. 17–50, Volltext (PDF)
5. ↑  Konrad Lorenz: Vergleichende Verhaltensforschung. Grundlagen der Ethologie, S. 89
6. ↑  Eintrag Reifung in: Klaus Immelmann: Grzimeks Tierleben, Ergänzungsband Verhaltensforschung. Kindler Verlag, Zürich 1974, S. 635.
7. ↑  Gerard Baerends: Aufbau des tierischen Verhaltens. In: Handbuch der Zoologie. Band 8: Mammalia. 10. Teil, 1. Hälfte, 1956, S. 2.
8. ↑  Konrad Lorenz: Vergleichende Verhaltensforschung. Grundlagen der Ethologie, S. 87–88.
9. ↑  Konrad Lorenz: Vergleichende Verhaltensforschung. Grundlagen der Ethologie, S. 95.
10. ↑  Konrad Lorenz: Vergleichende Verhaltensforschung. Grundlagen der Ethologie, S. 88–89.
11. ↑  Eintrag Intentionsbewegung in: Klaus Immelmann: Grzimeks Tierleben, Ergänzungsband Verhaltensforschung, S. 629.
12. ↑  Konrad Lorenz: Vergleichende Verhaltensforschung. Grundlagen der Ethologie, S. 98.
13. ↑  Konrad Lorenz: Vergleichende Verhaltensforschung. Grundlagen der Ethologie, S. 102.
14. ↑  Uwe Jürgens und Detlev Ploog: Von der Ethologie zur Psychologie, S. 27.
15. ↑  Louis Agassiz, A. A. Gould, M. Perty: Naturgeschichte des Thierreichs, mit besonderer Rücksicht auf Gewerbe, Künste und praktisches Leben. (= Volks-Naturgeschichte der drei Reiche für Schule und Haus, 3) J. B. Müller’s Verlagshandlung, Stuttgart 1855, S. 46–51.
16. ↑  H.-P. Michael Freyer: Zur Geschichte der Darstellung tierischen Verhaltens in Lehrerhand- und Schulbüchern des 18. bis 20. Jhs. In: Würzburger medizinhistorische Mitteilungen. Band 18, 1999, S. 241–269; insbesondere S. 250–252.
17. ↑  Konrad Lorenz: Vergleichende Verhaltensforschung. Grundlagen der Ethologie, S. 7.